# Kai Miyagusuku
Kai Miyagusuku (宮城 カイ?) è un personaggio dell'anime e manga BLOOD+ di Junichi Fujisaku. Fratello adottivo della protagonista Saya Otonashi ha un grande senso di giustizia combattendo fino all'ultima puntata, cercando sempre di calmare con parole la ragazza prima che possa impazzire.

## Storia

### Nel passato
Il ragazzo inizialmente conduce una vita normale, sembra attratto da una ragazza che conosce, scherza e gioca con suo fratello e sua sorella adottiva. Abituato a vivere senza una madre da quando era piccolo.

### Nel presente
Nel corso della serie innumerevoli shock lo faranno maturare molto, l'uccisione di suo padre ad opera di vampiri, la morte di suo fratello minore, e alla fine si sentirà inutile quando in tutti i modi in suo possesso cerca di difendere il redivivo fratellino dalla sete di sangue di Diva, l'antagonista principale che lo ucciderà nuovamente e per sempre. Da allora combatterà i vampiri anche senza l'aiuto di sua sorella o di David, separandosi momentaneamente da tutti loro. Nel corso della serie farà la conoscenza di una degli Schiff, un'umana su cui hanno effettuato molti esperimenti per donarle i poteri dei vampiri ma anche i loro punti deboli, come la paura della luce solare. Grazie alla sua intercessione il gruppo di soldati modificati si allea con Saya compagni, ma ancora una volta vedrà il fallimento dei suoi piani infatti per aiutare la ragazza affetta da una strana malattia e pensando che soltanto il sangue della protagonista possa salvarla in realtà decreterà la sua morte. Il suo contributo maggiore lo darà proprio nell'ultima puntata.

### Carattere
Kai è l'unica persona a mostrare umanità e compassione sino all'ultima puntata senza mai contraddirsi, non accetterà l'idea che suo fratello sia diventato un vampiro trattandolo come faceva prima, si scalderà fino a fare a pugni con David membro del Red Shield per il suo comportamento poco umano, e più volte anche se vedrà Saya ricoprirsi di sangue delle sue vittime la richiamerà, chiedendole di tornare in sé. Non si comprende se quello che mostra verso Saya sia solo amore fraterno o qualcosa di diverso, inoltre una ragazza sarà sempre in cerca di lui ma alla fine la persona con cui si legherà maggiormente sarà uno dei membri dello Schiff.

### Tecniche
Essendo uno dei pochi esseri umani protagonista della storia ad essere presente dall'inizio della serie fino alla fine non possiede particolari tecniche, ma soltanto una pistola che lo accompagna nelle ultime puntate e la sua abilità di far tornare in sé Saya, “tecnica” che mostrerà più volte nel corso della serie.